# Théophile Ferron
Pour les articles homonymes, voir Ferron.

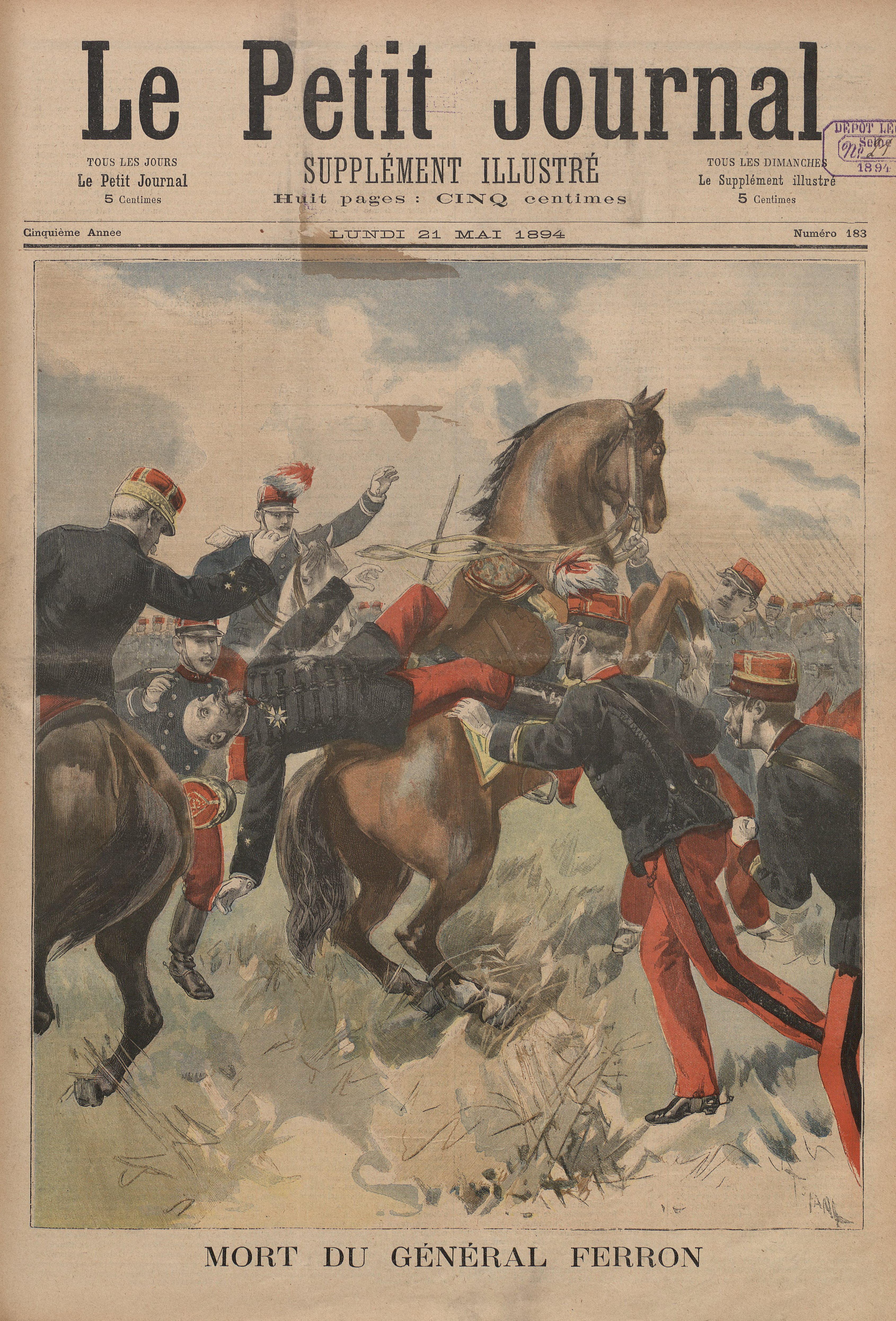
La mort du général Ferron

Théophile Ferron, né le 19 septembre 1830 à Pré-Saint-Évroult  (Eure-et-Loir) et mort le 6 mai 1894 à Lyon, est un général de division et ministre de la Guerre français, médaillé militaire.
Ministre de la Guerre en 1887, il commande ensuite un corps d'armée puis est commandant en chef de l'armée des Alpes de 1893 à 1894.

## Biographie
Né le 19 septembre 1830 à Pré-Saint-Évroult (en Eure-et-Loir), il est le fils de de Louis Jacques Ferron, cultivateur et marchand farinier, et de Marie Louise Elisabeth Le Brun.
Il intègre l'École polytechnique en 1850, et devient officier du Génie à l'issue de sa scolarité.
Lieutenant en 1854, il participe à la guerre de Crimée, puis sert en Algérie. Il est fait capitaine en 1857. De retour en métropole, il devient professeur d'art militaire à l'École d'application de l'artillerie et du génie à Metz.
Nommé directeur du Génie en Nouvelle-Calédonie en 1866, par décret impérial du 5 août 1869, il est nommé chef de bataillon.
Rappelé en métropole en 1871, il participe à la répression contre la Commune de Paris.
Lieutenant-colonel en 1875 puis colonel en 1878, il est employé à Bourges comme directeur du Génie.
Promu général de brigade le 6 juillet 1882, il est affecté au ministère de la Guerre comme sous-chef d'état-major général. À ce titre, il est nommé membre du Conseil d'État en tant que directeur d'administration dans un ministère.
Devenu général de division le 20 mars 1886, il est placé à la tête de la 13e division d'infanterie d'infanterie et des subdivisions de Bourg, Belley, Langres et Chaumont.
Ministre de la Guerre du gouvernement de Maurice Rouvier, du 30 mai au 4 décembre 1887, le fait le plus marquant de sa courte carrière ministérielle est la mutation en Auvergne imposée à son prédécesseur au ministère, le turbulent général Georges Boulanger. 
Il est élevé au rang de grand officier de la Légion d'honneur le 30 novembre 1887.
Ferron commande ensuite à partir de mars 1888 la 34e division d'infanterie à Toulouse.
En février 1889, il est nommé au commandement du 18e corps d'armée à Bordeaux
En 1893, il est nommé inspecteur d'armée et devient commandant en chef de l'armée des Alpes. Il est décoré de la médaille militaire le 5 juillet de la même année.
Il est membre du Conseil supérieur de la guerre, lorsqu'il décède victime des suites d'une chute de cheval, le 6 mai 1894 à Lyon. Son corps est transporté par train à Paris et ses obsèques ont lieu le 11 mai 1894 en l'église Sainte-Clotilde. 
Le général Coiffé le remplace au Conseil supérieur de la guerre et au commandement de l'armée des Alpes.
Il est inhumé au cimetière du Montparnasse. 
Il est l'auteur de plusieurs ouvrages techniques concernant son arme d'appartenance, le Génie.